# Конардія щільна
Конардія щільна (Conardia compacta) — вид мохів порядку гіпнобрієвих (Hypnales).

## Поширення
Ареал охоплює такі частини світу: Європа, Північна Америка, Азія.
Населяє вологі скелі, вапняк, болота на колодах, пнях, перегній, кору біля основи дерев; від низьких до високих висот.

## Характеристика
Рослини в щільних до ± пухких килимках. Стебла прямовисні, висхідні або повзучі. Стеблові листки поступово звужені до верхівки, злегка увігнуті. Спеціалізоване нестатеве розмноження папілозними ризоїдальними гемами. Коробочкові ніжки оранжево-жовті або біля основи червонуваті, 0.8–1.4 см. Коробочка з роздільним кільцем, 1- або 2-рядна; зубці екзостоми ланцетні, коричнево-жовті. Спори дрібнососочкові.